# Bubi

La bandiera nazionale della tribù dei Bubi

I Bubi o Bube sono un gruppo etnico africano, parte della più vasta famiglia dei Bantu. I Bubi sono indigeni dell'isola di Bioko, in Guinea Equatoriale; inizialmente costituivano il gruppo etnico maggioritario dell'isola, ma, fin dalla fine del dominio coloniale spagnolo sulla Guinea Equatoriale, sono stati superati numericamente prima dai fernandinos (ossia i discendenti degli schiavi liberati e degli immigrati dell'Africa Occidentale Inglese), in seguito anche dai fang, che colonizzarono in massa l'isola al seguito del dittatore Francisco Macías Nguema, anch'egli di etnia Fang.
Fino a tempi molto recenti, i Bubi avevano scarso o nullo potere politico; ultimamente, si assiste sempre più spesso all'elezione di politici di quest'etnia (lo stesso Primo Ministro Miguel Abia Biteo Borico era Bubi).
I Bubi lottano per i loro diritti tramite il Movimento per l'Autodeterminazione dell'Isola di Bioko (MAIB)
I Bubi hanno un proprio linguaggio (lingua bube), ma parlano anche lo spagnolo.
Il gruppo etnico dei Bubi è a sua volta suddiviso in varie tribù e sottotribù le cui origini si perdono nei secoli.
Il nome Bubi deriva dall'espressione A bube, oipodi ("uomo, sei già risorto?") usata per salutare gli estranei.